# Mazda 626 MPS Concept
La Mazda 626 MPS Concept est un concept car du constructeur automobile Japonais Mazda, présenté au salon de Genève en 2000.
Il s'agit d'une variante sportive de la berline Mazda 626 Capella (GF) de cinquième génération dans sa version quatre portes sedan.
Elle est préparée par le département compétition de Mazda : Mazdaspeed, son nom MPS signifie Mazda Performance Series, elle est motorisée par un V6 de 2,5 litres essence pour 280 ch associé à une transmission intégrale.

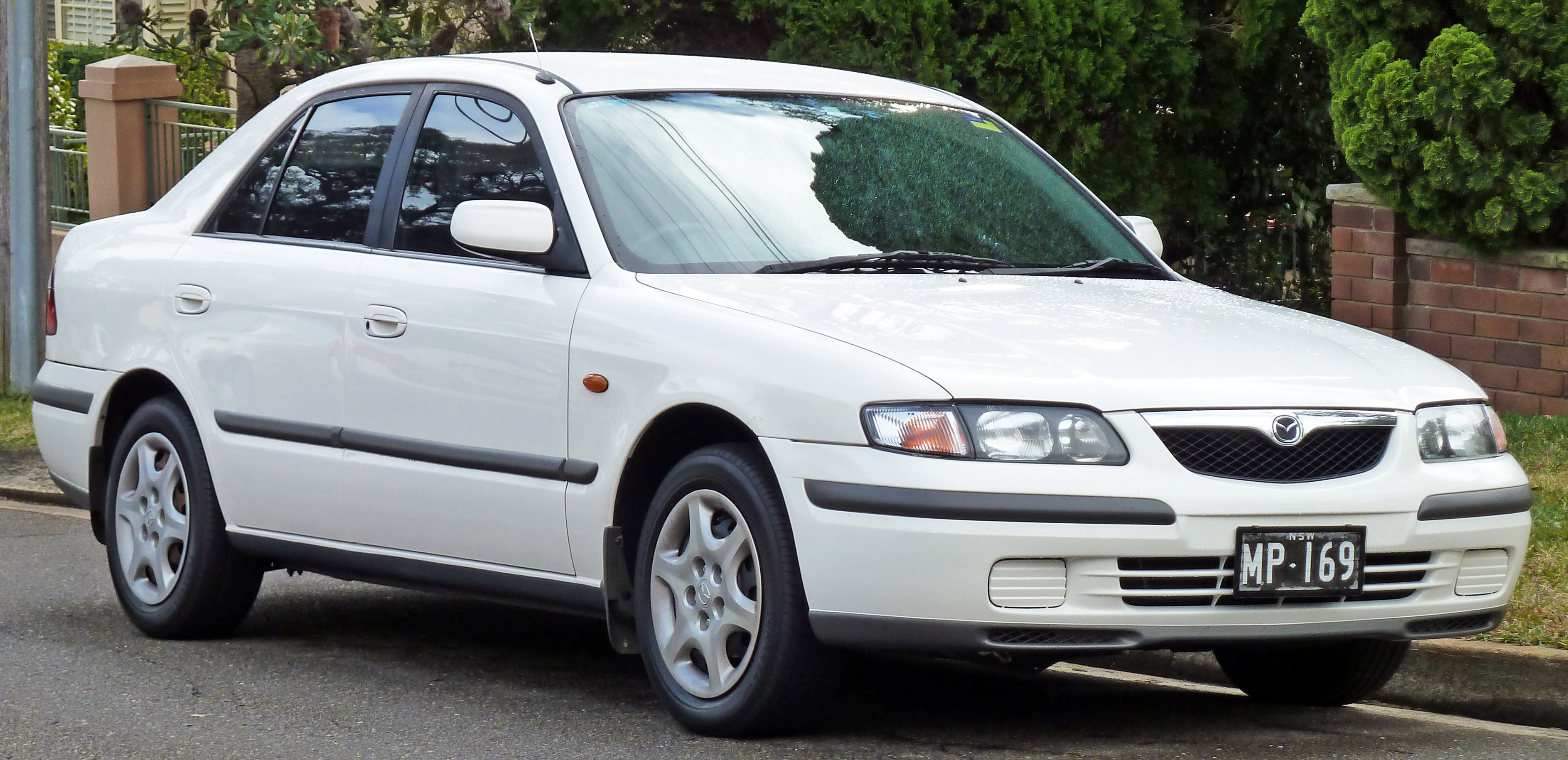
La Mazda 626 (GF) sedan sert de base à la 626 MPS Concept